# هریهواری نوسکو
هریهواری نوسکو (انگلیسی: Hryhoriy Nosko; ۱۶ دسامبر ۱۹۱۰ – ۲۰ ژانویهٔ ۱۹۸۰) بازیکن فوتبال اهل شوروی بود.
از باشگاه‌هایی که او در آن بازی کرده‌است می‌توان به باشگاه فوتبال زوریا لوهانسک اشاره کرد.